# 刘二祖
刘二祖（？—1215年），金國泰安人，红袄军领袖。
崇庆元年（1212年），刘二祖起义抗金，根据于沂蒙山，攻打淄州（今山东省淄博市）、沂州（今山东省临沂市）。贞祐三年（1215年），金军攻破大沫崮，刘二祖受伤被俘杀。余部由郝定、彭义斌率领。